# دوري آيسلندا الممتاز 1960
دوري آيسلندا الممتاز 1960 (بالآيسلندية: 1. deild karla í knattspyrnu 1960) هو الموسم 49 من  دوري آيسلندا الممتاز. أقيم خلال الفترة 26 مايو 1960 وحتى 25 سبتمبر 1960، وكان عدد الأندية المشاركة فيه  6، وفاز فيه ابروتاباندلاج أكرانيس.